# 英雄の歌 (交響詩)

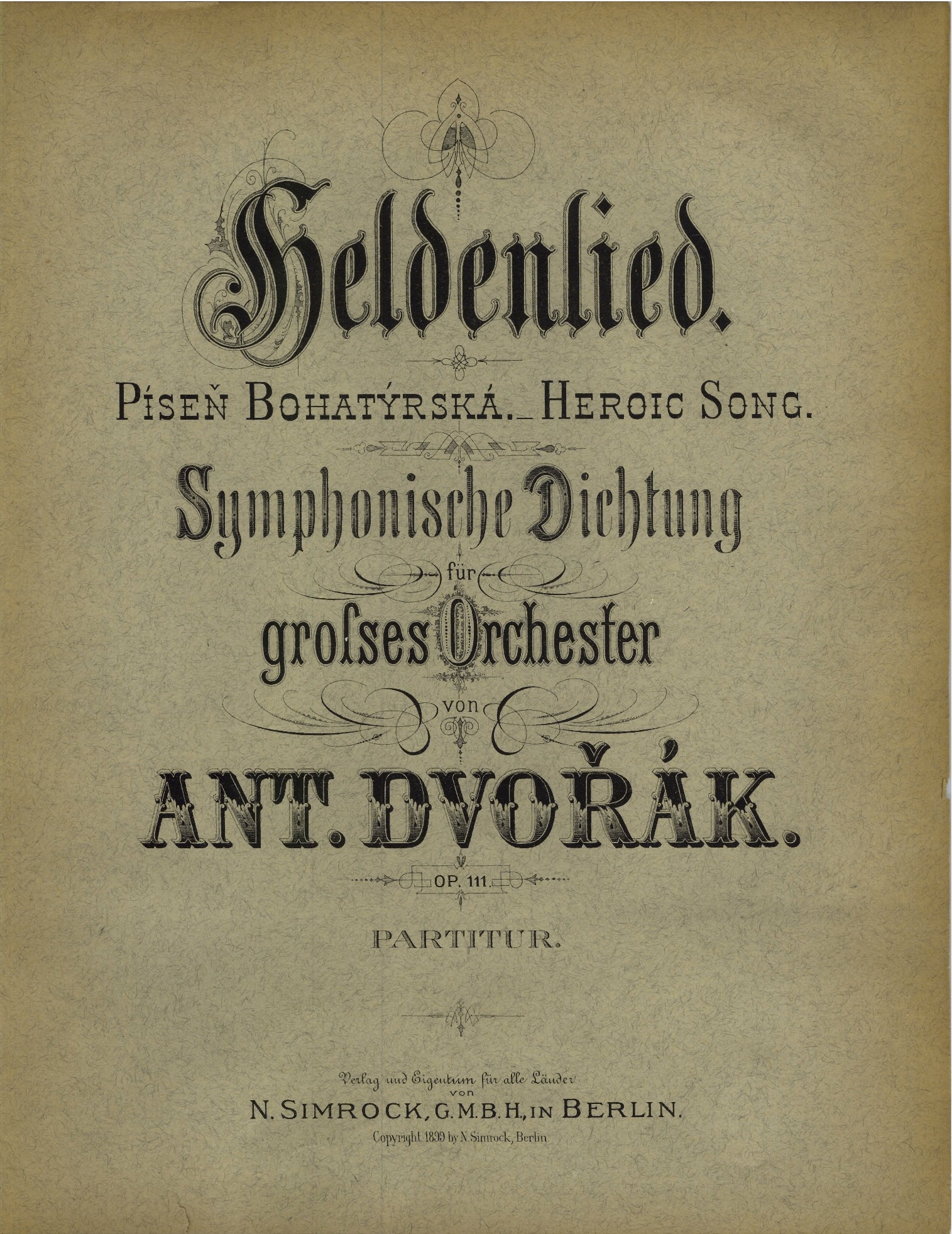
1899年に出版された初版譜の表紙。

『英雄の歌』（えいゆうのうた、チェコ語: Píseň bohatýrská）作品111 B.199は、アントニン・ドヴォルザークが作曲した管弦楽のための交響詩。作曲は1897年8月4日から10月25日にかけて進められ、1898年12月4日にウィーンにおいてグスタフ・マーラーの指揮、ウィーン・フィルハーモニー管弦楽団の演奏により初演された。総譜は1899年にベルリンで出版されている。作曲者の他の交響詩とは異なり、本作には下敷きとなるテクストが存在せず、また自叙伝的作品とすべく書かれたのではないかと思わせる節もある。全体としては力強く勇ましい楽曲でありながら、中央には葬送行進曲による緩やかな箇所が置かれている。

## 概要

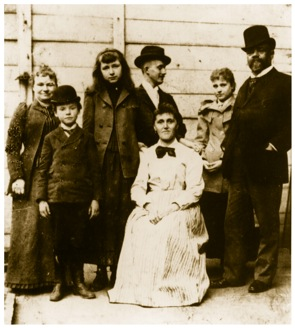
ドヴォルザーク（右）と友人、家族たち。1893年、ニューヨークにて。『英雄の歌』作曲の4年前。

本作は『水の精』、『真昼の魔女』、『金の紡ぎ車』、『野ばと』に続く最後の交響詩であるだけでなく、ドヴォルザーク最後の管弦楽曲である。加えて、この曲の完成後に彼が声楽曲とオペラに専念したことから、純器楽曲としても最後を飾る作品となった。ドヴォルザークが本作に着手したのは1897年8月4日、オペラ『ジャコバン党員』第3幕の手直しを行ってすぐのことだった。曲は彼が住み慣れたプシーブラムの夏の別宅で暮らし、またパトロンであったヨゼフ・フラブカがルジャニ（英語版）に所有する邸宅で過ごした3か月の間に書き上げられた。全曲の完成は同年10月25日で、1899年にベルリンのジムロックから出版されている。リヒャルト・シュトラウスがこの1年後に同じような交響詩『英雄の生涯』を書いており、両作品は時期を同じくして生まれることとなった。実のところ、ドヴォルザークも当初は弟子のヴィーチェスラフ・ノヴァークの進言に従い曲名を『英雄の生涯』にしようとしていたのである。
初演は1898年12月4日にウィーン・フィルハーモニー管弦楽団によって行われた。タクトを握ったのは作曲者の友人であり支持者だったマーラーであった。マーラーは初演に先立ちドヴォルザークに次のように書き送っている。「ちょうど貴方の2番目の作品である『英雄の歌』を受け取ったところで、[『野ばと』と]同じく、とても魅了されています:209。」ドヴォルザーク自身も初演に立ち会っており、1899年11月4日にはベルリン・フィルハーモニー管弦楽団を指揮して本作を演奏する予定となっていたが、突如発生した神経衰弱のため計画はキャンセルとなった。ドヴォルザーク自身の言によれば「私はあまりにも意欲を失ってしまい、ジムロックに会うことすらせずに妻とベルリンから離れねばならなかった:210–211。」曲はその前日にアルトゥル・ニキシュの指揮によって演奏されていた。1899年10月から11月にかけてはロンドン、ハンブルク、ボストン、ライプツィヒでも演奏を重ねた。12月にはブダペストにおいてようやくドヴォルザークが自ら指揮することができた:210–211。
本作はドヴォルザークの他の交響詩よりも人気の面では大きく水をあけられているが、「喜ばしい力が止めどなくほとばしり」、「音楽的には前年に書かれた兄弟作と同様に豊か」な一方でラクリモーサの箇所は「悲しみと憧れに満ちている」と評されている。性格面については「ベートーヴェンの様式の変化形」であると表現される。葬送行進曲にはマーラーの影響がわずかに感じられ、終結部はエドワード・エルガーの愛国的音楽とも比較されている。

## 演奏時間
約22分。

## 楽器編成
フルート2、オーボエ2、クラリネット2、ファゴット2、ホルン4、トランペット2、トロンボーン3、テューバ、ティンパニ、大太鼓、シンバル、トライアングル、弦五部。
本作の楽器編成はドヴォルザークの他の多くの管弦楽作品と比べると、ハープ、珍しい打楽器や標準的でない木管楽器を欠いた、より簡素なものであるという点で重要である。これはこの作品が筋書きを持たせようとしたものではなく、単に悲嘆と勝利という2つの対照的な感情を描き出しているだけであることが理由である。

## 楽曲構成
ドヴォルザークはしばしば自作にボヘミアの民謡を取り入れており、それまでの4作の交響詩はチェコの詩人であるカレル・ヤロミール・エルベンのバラード集『花束』の中の詩をそれぞれの題材に採ったものだった。『英雄の歌』ではこの標題付き交響楽のパターンから離れることになった。ドヴォルザークは特定の付属テクストを示すことなく、後の書簡の中で大まかな概要を示しているに過ぎない。決められた筋書きを持たないことが、本作が彼の他の管弦楽作品に比べて相対的に顧みられていない理由なのではないかとの仮説も立てられている。また、ドヴォルザークにしては珍しいことに、本作が自伝的な作品を目指したものだったのではないかとも考えられている。不気味な題材を下敷きにしたドヴォルザークの他の4作品は交響詩の創始者であるフランツ・リストの考えに沿ったものではなかったが、本作はリストが掲げたこのジャンルの理想を唯一目指した作品となっている。
『英雄の歌』の音楽的構造は4楽章の交響曲のようになっており、アレグロ・コン・フォーコで開始して緩やかなポコ・アダージョ・ラクリモーサの経過を経て、スケルツォを挟んでコーダで閉じられる。冒頭、ヴィオラ、チェロ、コントラバスが奏でる変ロ短調の力強い主題に開始し、曲はこの短い主題を基に進んでいく。
この主題は第1の部分の至る所で様々な形で扱われる。続いて、静かな調子を特徴とする緩やかな部分へ移行して英雄の嘆きが象徴される。これは葬送行進曲となっており、ドヴォルザークは同じ形式をレクイエム、スターバト・マーテル、ピアノ五重奏曲第2番でも用いている。英雄は悲嘆から立ち直り、音楽は雰囲気を次第に明るくして変ロ長調へ至り、舞踏的なスケルツォを導く。最後は勝利のコーダが英雄の成功を示して閉じられる。